# 荒金天倫
荒金 天倫（あらかね てんりん、大正9年（1920年）3月4日 - 平成2年（1990年）1月7日）は、日本臨済宗の禅僧。
臨済宗方広寺派第九代管長。道号は天倫、諱は義堂、室号は碧雲室（へきうんしつ）。俗姓荒金。禅僧からジャーナリスト、そして再び禅僧になるという、ユニークな経歴を持つ。

## 経歴
- 大正9年（1920年）、3月4日、大分県大分市に生まれる（戸籍名:喜義）。北九州市若松の臨済宗高岳寺（第一世住職が父の荒金雲外）で育つ。
- 昭和9年（1934年）、万寿寺の師家奥大節（おくだいせつ）老師につき得度し、弟子入り。
- 昭和12年（1937年）、県立大分中学校卒業後、京都市嵐山天龍僧堂に掛搭し、関精拙（せきせいせつ）管長、関牧翁（せきぼくおう）老師に参禅。
- 昭和17年（1942年）、南方軍報道部員として従軍。シンガポール、サイゴン、ハノイなどに在住。
- 昭和21年（1946年）、復員。翌年、夕刊フクニチ新聞に入社。
- 昭和27年（1952年）、京都新聞に入社。社会部長、企画部長、編集委員を歴任。
- 昭和42年（1967年）、京都新聞退社、福井放送取締役に就任。
- 昭和45年（1970年）、奥大節方広寺派管長（前萬寿寺僧堂師家）の遷化に遭い、天龍寺管長関牧翁に再参し、法を嗣ぐ。
- 昭和55年（1980年）、臨済宗方広寺派三生院住職。
- 昭和59年（1984年）、臨済宗方広寺派第九代管長に就任。
- 平成2年（1990年）、1月7日、肝臓ガンのため死去、69歳。

## 著書
- 『日本人物百年史 幕末・明治・大正・昭和』（1958年、京都新聞） - 荒金義喜名義
- 『京都史話』（1966年、創元社） - 荒金義喜名義
- 『大澤善夫』（1968年、大善） - 荒金義喜名義
- 『四方翁を語る』（1969年、発行者：大宮庫吉（宝酒造）） - 荒金義喜名義
- 『花の百年（藤井大丸百年史）』（1970年、藤井大丸） - 荒金義喜名義
- 『京都自動車史 社団法人京都府自動車整備振興会二十年史』（1970年、社団法人京都府自動車整備振興会） - 荒金義喜名義
- 『山こそわが生命～北山杉と山本末治～』（1971年、発行者：山本徳次郎） - 荒金義喜名義
- 『めおと飛脚』（1973年、京都自動車新聞社） - 荒金義喜名義
- 『うまいもの屋 (京都・大阪・神戸篇)』（1973年、京都篇：荒金義喜、週刊現代編集部編、講談社）
- 『いだてん飛脚』（1975年、講談社） - 荒金きよし名義
- 『心を建てる 公成建設株式会社五十年史』（1977年、公成建設） - 荒金義喜名義
- 『現代を生きる』（1986年、鈴木出版） - 荒金天倫名義
- 『死を見つめる心の科学』（1989年、荒金天倫・高田明和共著、講談社）
- 『禅僧ガンと生きる（荒金天倫老師の1,200日）』（1990年、鈴木出版編集部編、鈴木出版）

## レコード
- 「空手道」（日本クラウン（クラウンレコード）、1970年3月）
  - B面「花のド根性」
    - 作詞：荒金義喜、作曲・編曲：安藤実親、唄：水前寺清子

- 「めおと雲」（EMIミュージック・ジャパン（東芝EMI）、1974年1月）
  - A面「めおと雲」
    - 作詞：荒金きよし、作曲：遠藤実、編曲：斉藤恒夫、唄：村田英雄

  - B面「ダンチョネ黒田節」
    - 作詞：荒金きよし、作曲・編曲：大沢浄二、唄：村田英雄

- 「博多の夜」（東芝EMI、1974年2月）
  - A面「博多の夜」
    - 作詞：荒金きよし、作曲・編曲：斉藤恒夫、唄：亜里ひろみ

  - B面「京都物語」
    - 作詞：荒金きよし、作曲・編曲：斉藤恒夫、唄：亜里ひろみ

- 「茶の心」（ポニーキャニオン（キャニオンレコード）、企画総合プロデュース：荒金きよし）
- 「日曜辻説法」荒金天倫法話

## コマーシャルソング
- 新ハマムラ（作詞：荒金きよし、作曲：島津伸男、唄：山田太郎）
- 石田衡器製作所（作詞：広瀬考三郎、補詞：荒金きよし、作曲：米山正夫、唄：水前寺清子）
- 京都岡崎ホテル（作詞：荒金きよし、作曲：小杉仁三、唄：西郷輝彦）
- ゴールド西洋軒（作詞：荒金きよし、作曲：小杉仁三、唄：水前寺清子）
- 川島織物（社歌）（作詞：荒金きよし、作曲：藤山一郎）

## テレビ出演
- 「にっぽんズームアップ」（NHK総合、1989年6月15日）
- 「だるまの耳」（SBS静岡放送）

などに出演